# Игуманија Ираида (Милинковић)
Ираида (световно Милена Милинковић; Тометино Поље код Пожеге, 19. март 1931 — Манастир Ваведење, 1. септембар 2017) била је православна монахиња и игуманија Манастира Ваведења.

## Биографија

### Детињство
Рођена је 19. марта 1931. године у Тометином Пољу, од благочестивих родитеља Милинка и Цаје. Њено родно село није имало Божијег олтара, те је кућa Милинковића, достојна била да се у њој служи Света литургија.

### Монашки постриг
Упркос свему, богомољачки покрет Светог Николаја Велимировића, и у овој души, заорао је дубоку духовну бразду, те је 1955. замонашена у расу а само 4 године касније прима и малу схиму, залог анђеоског лика. Замонашена је у Манастир Сретење на Овчару, где је већ као монах, живео њен деда из фамилије, о. Јоаникије. Оно што је било особено схимонахињи Ираиди је благ однос према млађим сестрама, које су долазиле у Манастир Ваведење.

### Старешина Манастира Ваведења
У манастир Манастир Ваведење прелази 10. јуна 1974. године где постаје старешина манастира са још једанаест сестара из свог матичног манастира, те почињу обнову 100 година ненасељеног манастира. Монашки подвиг и молитвено тиховање, употпунила је узимањем велике схиме 2002. године.

### Смрт
Своје године земног живота и служења Богу и ближњима, завршила је 1. септембара 2017. године.
Монашко опело је служено у недељу 3. септембара. Чин монашког опела извршили су настојатељ Манастира Преображења архимандрит Венијамин Мићић, архимандрит Доситеј из манастира Гргетега, протојереј Србољуб Стојковић, о. Владе Стојковић, о. Алекса Милинковић (унук монахиње Ираиде), као и други свештенослужитељи.